# Herminia bidentalis
Herminia bidentalis là một loài bướm đêm trong họ Noctuidae.